# マラシュ・クンブラ
マラシュ・クンブラ（Marash Kumbulla, 2000年2月8日 - ）は、イタリア・ペスキエーラ・デル・ガルダ出身のサッカー選手。アルバニア代表。RCDエスパニョール所属。ポジションはDF。

## 経歴

### クラブ
エラス・ヴェローナFCの下部組織出身。2018年8月12日に行われたコッパ・イタリアのカルチョ・カターニア戦でプロデビュー。2018年12月27日にはセリエBのASチッタデッラ戦に出場しリーグ戦初出場を果たした。
2019-20シーズンからトップチームに正式に昇格した。
2020年9月17日、ASローマに2022年6月30日までのレンタルで移籍した。この契約の一環として、ユルドゥルム・メルト・チェティンとユースに所属している2人の選手が2年間のレンタルで移籍した。レンタル料は200万ユーロで、特定の条件を満たした場合に買取義務が発生する契約となっており、その場合2025年までの契約が締結される。背番号は24番。
2024年2月1日、USサッスオーロ・カルチョにシーズン終了までのレンタルで移籍した。
2024年8月17日、RCDエスパニョールにレンタル移籍した。

### 代表
アルバニア代表として世代別代表に選出され、2019年10月14日に行われたEURO2020予選・モルドバ戦でA代表デビューを果たした。
UEFA EURO 2024に選出

## タイトル
ASローマ
- UEFAヨーロッパカンファレンスリーグ : 2021-22